# کاروانسرای گز
کاروانسرای گز مربوط به دوره صفویه است و در شهرستان برخوار و میمه، شهر گز، شمال شهر اصفهان واقع شده و این اثر در تاریخ ۱۱ آذر ۱۳۳۰ با شمارهٔ ثبت ۳۷۹ به‌عنوان یکی از آثار ملی ایران به ثبت رسیده‌است.

## واگذاری
در تاریخ بیست و شش دیماه نودو چهار کاروانسرای گز با مزایده‌ای که توسط صندوق احیاء و بهره‌برداری از آثار تاریخی و فرهنگی سازمان میراث فرهنگی و صنایع دستی و گردشگری کشوربرگزار گردید به رضا برادران اصفهانی در بخش خصوصی واگذار گردید.

## ثبت در فهرست میراث جهانی
در ۲۶ شهریور ۱۴۰۲ در جریان چهل و پنجمین اجلاس کمیته میراث جهانی یونسکو در ریاض، کاروانسرای گز به‌همراه ۵۳ کاروانسرای تاریخی دیگر (جمعاً ۵۴ کاروانسرا در ۲۴ استان ایران) تحت عنوان کاروانسراهای ایرانی در فهرست میراث جهانی قرار گرفتند. این مجموعه جهانی به عنوان بیستمین و هفتمین اثر جهانی کشور ایران شناخته می‌شود.